# Райт, Таниша
Таниша Лавли Райт (англ. Tanisha Lovely Wright; род. 29 ноября 1983 года в Бруклине, Нью-Йорк, Нью-Йорк, США) — американская профессиональная баскетболистка, выступавшая в женской национальной баскетбольной ассоциации. Была выбрана на драфте ВНБА 2005 года в первом раунде под общим двенадцатым номером клубом «Сиэтл Шторм». До прихода в ВНБА выступала за команду университета штата Пенсильвания «Пенн Стэйт Леди Лайонс». Играла на позиции атакующего защитника. По завершении своей карьеры вошла в тренерский штаб Билла Лэймбира, который возглавлял клуб «Лас-Вегас Эйсес». В настоящее время является главным тренером команды «Атланта Дрим».

## Профессиональная карьера
Таниша Райт была выбрана на драфте ЖНБА 2005 года в первом раунде под общим 12-м номером клубом «Сиэтл Шторм». В его составе она в 2010 года стала чемпионкой ЖНБА. 2 февраля 2015 года она подписала контракт с «Нью-Йорк Либерти».
Помимо ЖНБА Райт выступала в Европе за израильские клубы «Хапоэль Тель-Авив», «Бнот Хашарон» и «Элицур Рамла», а также за французский «Тарб Жесп».